# أنجيلا غوميز (ممثلة)
أنجيلا غوميز (بالإسبانية: Ángela Gómez) هي متسابقة ملكة الجمال وممثلة إسبانية، ولدت في 4 مارس 1988 في سانتاندير في إسبانيا.